# ニワトリ★スター
「ニワトリ★スター」はかなた狼原作・監督による2017年のバイオレンスドラマ映画。2022年には主要キャストを続投し本作をロードムービーとして再構築した『ニワトリ☆フェニックス』を公開している。

## あらすじ
2008年、東京新宿区の片隅。「ギザギザアパート」と呼ばれる、古い文化住宅を改装した奇妙なアパートの一室に、雨宮草太と星野楽人が暮らしている。
30代半ばの草太は温厚で物静かな性格で、20代半ばの楽人は天真爛漫、無鉄砲、自由奔放。同居を始めて2年経つが、互いの生い立ちなどは殆ど知らない。二人はアパートのオーナーが1階で営むバーで深夜アルバイトをしながら、草太が密売するマリファナの利益で生活していた。好きなだけマリファナを吸い、中年ゲイカップルの菊と熊、自称ミュージシャンのタイ人ムッキー、色情狂の管理人ら個性豊かなアパート住人たちと過ごす、自堕落でそれなりに楽しい毎日。しかし草太は最近、無目的な生活に疑問を抱くようになり、大阪でお好み焼きを営む両親から未だに仕送りを受けている自分自身にうんざりし始めていた。一方、楽人はかつて沖縄 で一緒にバンドを組んでいた月海と東京で再会する。月海は元内縁の夫爬部井によって覚せい剤中毒になっており、爬部井との間に生まれた6歳の息子ティダとともに壮絶なDVを受けていた。楽人は月海親子の力になりたいと願い、一緒に過ごすようになるが、草太にはそのことを言い出せない。そんな草太と楽人の運命は、ある日、マリファナの卸元である自称ラッパーのJAYから八田を紹介されたことをきっかけに、大きく狂い始める。
八田は関東圏広域指定暴力団の３次団体の組長で、爬部井のボスでもあり、街の不良や半グレを最底辺とする反社会勢力のピラミッドの頂点に君臨していた。しばらくしてJAYが行方不明になり、売人稼業を続けることに危機感を抱いた草太は故郷の大阪に帰ることを決意する。草太はまた、自宅の近所で楽人が見知らぬ女性に平手打ちをする光景を目撃し、楽人に対しても疑心暗鬼になっていく。草太と楽人は、互いに心の中を打ち明けることがないまま、共同生活に終止符を打った。
それから数カ月後。草太は実家のお好み焼き屋のカウンターに立ち、両親や下町の人々と他愛のない会話をする平穏な日々を送っていた。東京の楽人は、月海とティダと暮らしながら仕事を探すが、タトゥーだらけで職歴もないため採用されない。そこへ八田と爬部井が現れる。二人はある目的を持って、楽人に脱法ハーブを販売する仕事を持ちかけ、楽人は八田の子分、川下のもとで再び違法行為に手を染めていく。そして八田たちの残虐なプランが実行される日、日本中を震撼させる事件が発生する。数年後のある日。草太の実家のお好み焼き屋に、月海とティダがやってくる。月海は初めて対面する草太に、楽人が病死したことを告げ、表紙に「ニワトリ★スター」と書かれたノートと、楽人が草太のために用意していた誕生日プレゼントを渡す。それは家庭用プラネタリウムと、「星旅行チケット」。草太はかけがえのない友人について、自分が何も知らなかったことに気づく。

## 書誌情報
- 文庫本：2017年12月6日発売、宝島社、ISBN978-4-8002-7554-7[3]

## 登場人物
- 雨屋草太（井浦新）[4]

　　大阪府出身。バーでアルバイトの傍ら大麻の売人をしている。
- 星野楽人（成田凌）[5][6][7]

　　沖縄出身。草太がアルバイトしているバーのマスターに連れられ草太と出会う。
- 知花月海（紗羅マリー）[8][9][10]
- 八田清 (津田寛治)[11]

　　広域暴力団３次団体の弱小組織の組長を務める。
- 草太の父 (奥田瑛二）[12]

　　お好み焼き屋「喜楽」を営み日々を過ごす。
- ギザギザアパートの管理人（LiLiCo)[13][14]

　　草太と楽人の住むアパートの管理人
- 爬部井学 (阿部亮平)

　　八田の舎弟。
- JAY (ペロンヤス)

　　池袋を拠点とする自称ラッパー。
- 川上 (裴ジョンミョン）

　　元ホストの半グレ。
- 知花ティダ（名倉央)

　　月海の息子。
- 草太の母 (山田スミ子)

お好み焼き屋「喜楽」を営み、草太の父を支える。
- 青年のティダ (高良健吾)
- お好み焼き屋「喜楽」の客（海原はるか・かなた)
- ムッキー (DAY)
- 神の男 (鳥肌実)
- 政(佐藤太一郎)
- 菊(シャック)
- 熊(マグナム弾吉)
- プロデューサー(水橋研二)
- 岸川(辰巳蒼生)
- 桐谷(村上新悟)
- 行商(尚玄)
- 華(石橋穂乃香)
- 楽人の母(中澤梓佐)

## スタッフ
- 原作・監督・音楽：(かなた狼)
- 脚本：いながきよしたか)
- 撮影：（高岡ヒロオ)
- 美術：(小泉博康)
- アニメーション監督:(Alexei Nechytaylo)（小嶋貴之)
- 主題歌「碧の空」：（ナカムラ@モアリズム)
- 企画・製作：(GUM)
- 制作プロダクション：（ウィルコ)
- 配給・宣伝：（マジックアワー)[15](GUM WORLD)